# Vincenzo Scaramuzza
Vincenzo Francesco Scaramuzza (castiglianizzato in Vicente Francisco Scaramuzza; Crotone, 19 giugno 1885 – Buenos Aires, 24 marzo 1968) è stato un pianista, compositore e insegnante italiano naturalizzato argentino.

## Biografia
Avviato allo studio del pianoforte dal padre Francesco, Vincenzo rivelò notevoli qualità artistiche, che gli permisero di esibirsi pubblicamente sin dall'età di sei anni
Nel 1897, all'età di 12 anni, fu ammesso al Conservatorio S. Pietro a Majella di Napoli, nella classe di Florestano Rossomandi.
Ben presto si distinse negli studi e nel 1898 gli venne assegnata una Borsa di Studio che gli permise di sgravare notevolmente la famiglia dalle spese che affrontava per permettergli di studiare a Napoli. Si diplomò nel 1905, a 20 anni. Già prima del diploma, intraprese l'attività concertistica che lo portò a farsi conoscere in molte città italiane, riscuotendo sempre notevoli successi.
Tra i suoi maggiori estimatori si annovera senz'altro Giuseppe Martucci, compositore e Direttore del Conservatorio di Napoli dal 1902. Tra Scaramuzza e Martucci si instaurò una stima e una amicizia profonde che durarono tutta la vita.
Nel Dicembre del 1906 Scaramuzza vinse il concorso a cattedra per l'insegnamento in Conservatorio, piazzandosi al 2º posto (lo precedette Attilio Brugnoli per anzianità e perché vincitore del Premio Rubinstein di Parigi per la Composizione). A Scaramuzza venne assegnata la cattedra di pianoforte complementare presso il Conservatorio di Napoli, ruolo che ricoprì a partire dal 1º febbraio del 1907; l'8 aprile dello stesso anno, il giovane Scaramuzza salpò per l'Argentina: firmò un contratto di insegnamento per 4-5 anni con una succursale del Conservatorio Santa Cecilia.
Terminato il periodo di tempo che lo teneva legato alla succursale del S. Cecilia, nel 1912 fondò l'Accedemia di Musica "Vincenzo Scaramuzza" che, in breve tempo, acquisì fama internazionale: il metodo e la tecnica elaborati da Scaramuzza formarono pianisti di fama mondiale come Martha Argerich, Bruno Leonardo Gelber, Fausto Zadra, Francisco Amicarelli, Carmen Scalcione, Raul Spivak, Carlo Zecchi, Carmen Piazzini, Emilio Rabaglino (pianista e direttore d'orchestra), Rolando Nicolosi e moltissimi altri. Fu anche insegnante del rinomato pianista di tango Horacio Salgán.
A Buenos Aires affiancò l'insegnamento all'attività concertistica, che si protrasse regolarmente fino al 1919 (si esibì in America e in Europa), per poi interrompersi definitivamente nel 1923. Pare che l'interruzione sia dovuta al cosiddetto trac da palcoscenico, che con l'avanzare degli anni gli divenne sempre più penoso.
Nel 1920 sposò una ex-allieva, Sara Bagnati, da cui ebbe quattro figli: due morirono in giovane età, la figlia Conchita (anch'essa insegnante nella scuola del padre) morì a vent'anni; il figlio Riccardo, medico, pur avendo studiato con suo padre, non intraprese l'attività musicale.
Scaramuzza, sofferente di asma, morì nella sua casa in Avenida Rivadavia a Buenos Aires il 24 marzo 1968, lasciando al mondo una ricca eredità pianistica, costituita da noti allievi, e alcune composizioni musicali: delle mazurche giovanili, un'opera (La bella addormentata nel bosco), un minuetto per orchestra (1916), e l'Aparicion del Espectro, poema sinfonico vocale sull'Amleto di Shakespeare.

## Il metodo
Scaramuzza non lasciò traccia del suo metodo di insegnamento in specifiche opere didattiche, ma una sua studentessa, Maria Rosa Oubiña de Castro, riuscì a farne una ricostruzione sulla base di note e appunti da lui scritti nel corso della sua vita: ne trasse un libro, "Enseñanzas de un gran maestro: Vicente Scaramuzza", pubblicato nel 1973 da Ossorio.
Caratteristica distintiva del metodo di Scaramuzza fu l'eliminazione dei classici esercizi tecnici e degli studi per il meccanismo. Come hanno più volte dichiarato i suoi allievi, con Scaramuzza la tecnica pianistica veniva affrontata direttamente sulle opere. I quaderni degli allievi erano spesso usati dal maestro per fare dei disegni di anatomia, e inoltre spiegava concetti musicali con immagini vive, adatte anche ai bambini; racconta Martha Argerich che spiegava che le mani sono come dei polpi, le dita i tentacoli e i polpastrelli delle ventose, oppure per spiegare il peso faceva immaginare una zattera sull'acqua.
Scaramuzza elaborò una tecnica pianistica diversa da quelle che si diffondevano nella sua epoca, e che stabilì con estrema razionalità il corretto uso della mano, del braccio e di tutto l'apparato anatomico utilizzato dal pianista, chiarendo altresì in che modo e in quale misura si debba fare ricorso al "peso" del braccio nel corso dell'esecuzione.
In un'intervista realizzata a Roma nel 1989, Martha Argerich dichiarò che “tutte le difficoltà che per un giovane pianista sono dei veri problemi, alla scuola di Scaramuzza si superavano con naturalezza. Il Maestro conosceva molto bene tutti i segreti del pianoforte”.
Le capacità artistiche e didattiche di Scaramuzza incontrarono l'ammirazione costante di numerosi artisti, tra cui Arthur Rubinstein, Claudio Arrau e altri.

## Riconoscimenti
In suo onore è stato intitolato l'omonimo teatro comunale di Crotone, inaugurato il 7 ottobre 2024.